# Haynesina
Haynesina es un género de foraminífero bentónico de la subfamilia Nonioninae, de la familia Nonionidae, de la superfamilia Nonionoidea, del suborden Rotaliina y del orden Rotaliida. Su especie tipo es Nonionina germanica. Su rango cronoestratigráfico abarca desde el Astiense (Plioceno superior) hasta la Actualidad.

## Clasificación
Haynesina incluye a las siguientes especies:
- Haynesina asterotuberculata
- Haynesina depressula
- Haynesina germanica
  - Haynesina germanica evansi
- Haynesina maeotica
- Haynesina magna
- Haynesina orbiculare
- Haynesina paucilocula
- Haynesina simplex

Otra especie considerada en Haynesina es:
- Haynesina albiumbilicatula, aceptado como Cribroelphidium albiumbilicatum